# ガラグーゾ
ガラグーゾ（イタリア語: Garaguso）は、イタリア共和国バジリカータ州マテーラ県にある、人口約1,000人の基礎自治体（コムーネ）。

## 地理

### 位置・広がり

#### 隣接コムーネ
隣接するコムーネは以下の通り。
- カルチャーノ
- グラッサーノ
- オリヴェート・ルカーノ
- サランドラ
- サン・マウロ・フォルテ